# Сон наяву, или Чурова долина (опера)
«Сон наяву» — волшебная опера в 3 действиях, 6 картинах по произведениям В. Даля «Старая бывальщина в лицах», «Ночь на распутье, или Утро вечера мудренее», «Казака Луганского».

## История

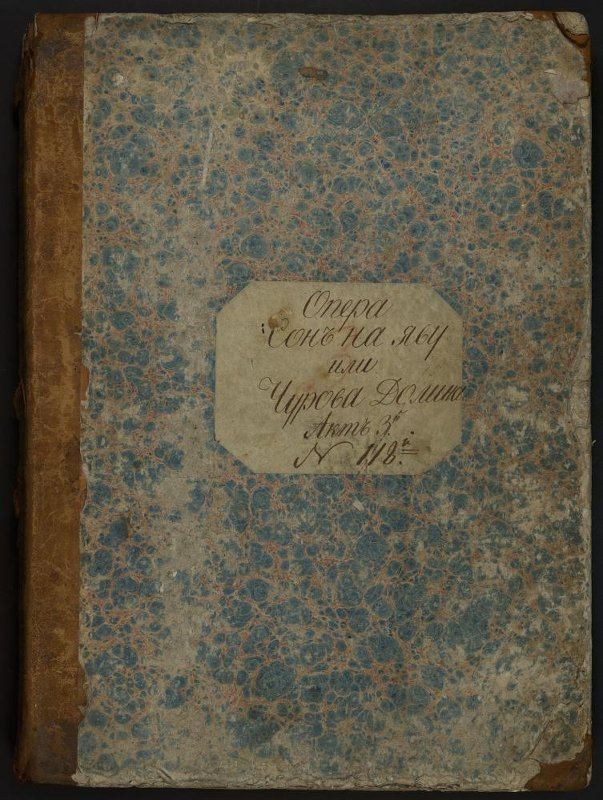
Партитура оперы «Сон на Яву или Чурова Долина».

28 ноября 1844 года состоялась первая постановка оперы в Большом театре. Музыка А. Верстовского. Либретто А. А. Шаховского по сказкам В. Даля и славянским преданиям. Режиссер П. Щепин, дирижер И. Иоганис, художники П. Исаков и А. Бредов. Балетмейстер П. Фредерик. В либретто оперы есть сходство с поэмой «Руслан и Людмила».
По словам А. Н. Серова, у оперы был «половинный успех». В. Морковь писал о том, что после "Аскольдовой могилы" эта опера относится к лучшим произведениям А. Верстовского.
Главными действующими персонажами стали жители русского сказочного мира: Домовой, Леший и Водяной.
Критики отмечали исполнение колыбельной песни Княжны Зорюшки, песни Витязя Весны, вводная песня, торжественный марш, который исполнялся в момент представления женихов княжны.

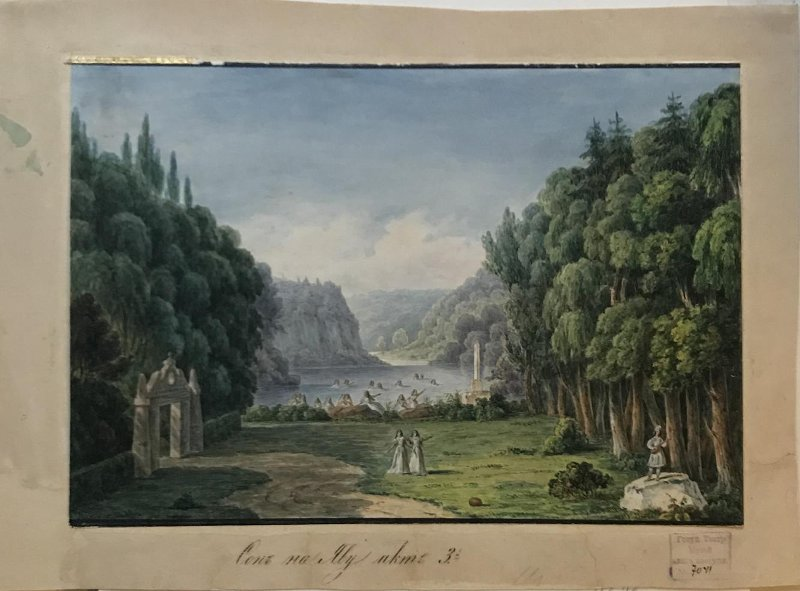
Эскиз декорации. Поляна у озера. "Чурова долина, или Сон наяву". Москва, Большой Петровский театр
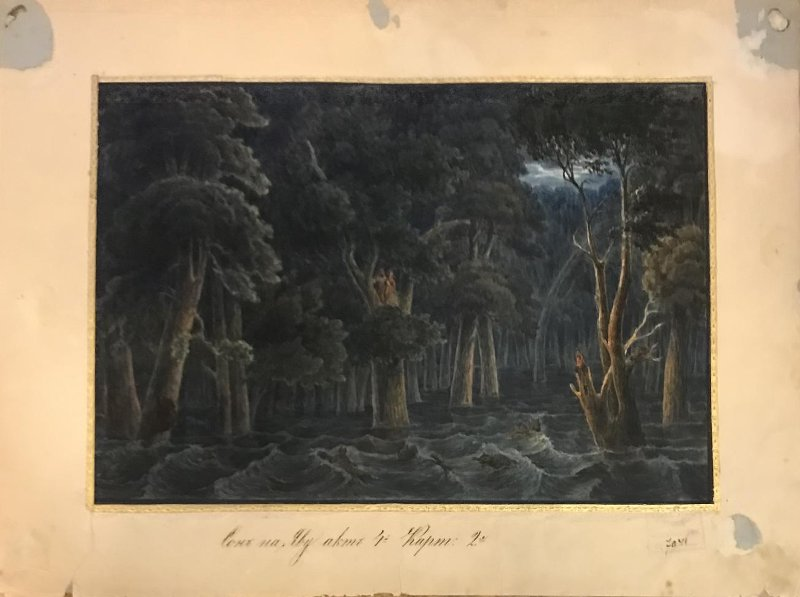
Эскиз декорации. Густой лес, затопленный водой. "Чурова долина, или Сон наяву". Москва, Большой Петровский театр
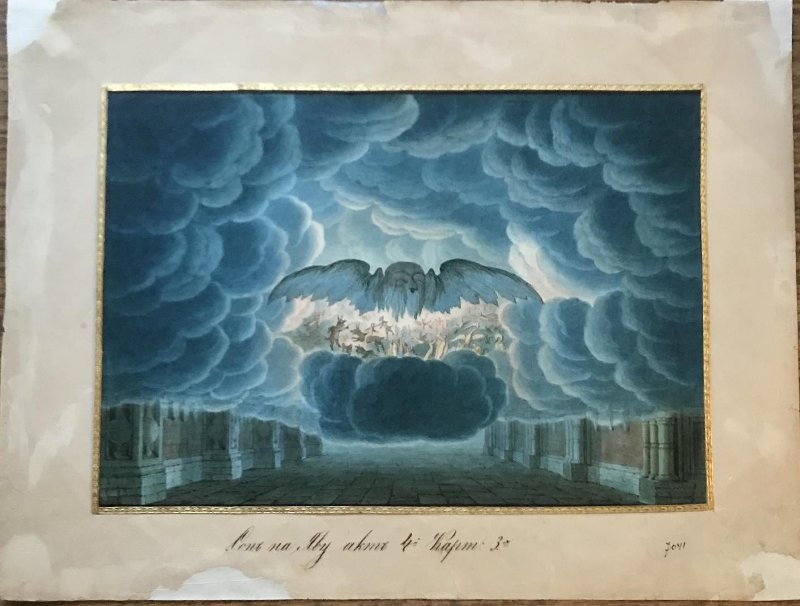
Эскиз декорации. Комната в облаках. "Чурова долина, или Сон наяву". Москва, Большой Петровский театр
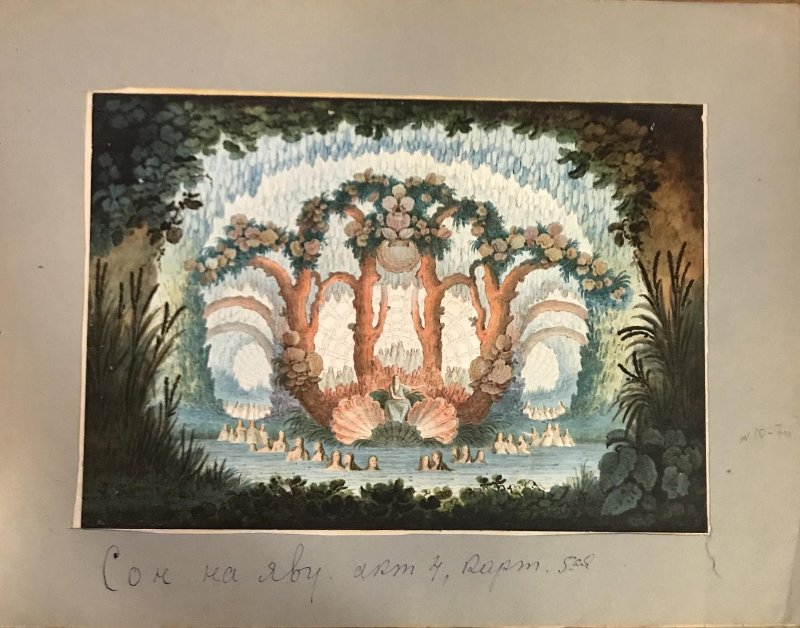
Эскиз декорации. Поднимающийся из воды красный коралл. "Чурова долина, или Сон наяву". Москва, Большой Петровский театр
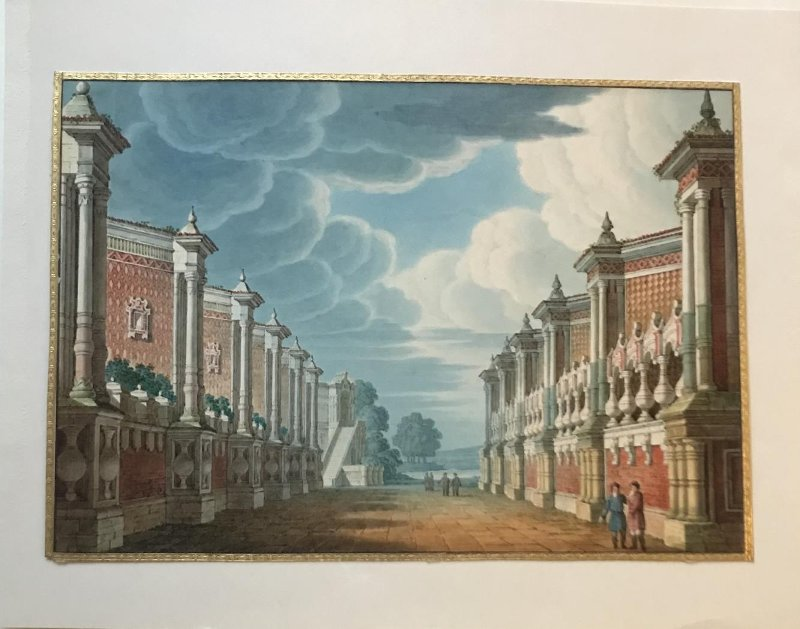
Эскиз декорации. "Чурова долина, или Сон наяву". Москва, Большой Петровский театр

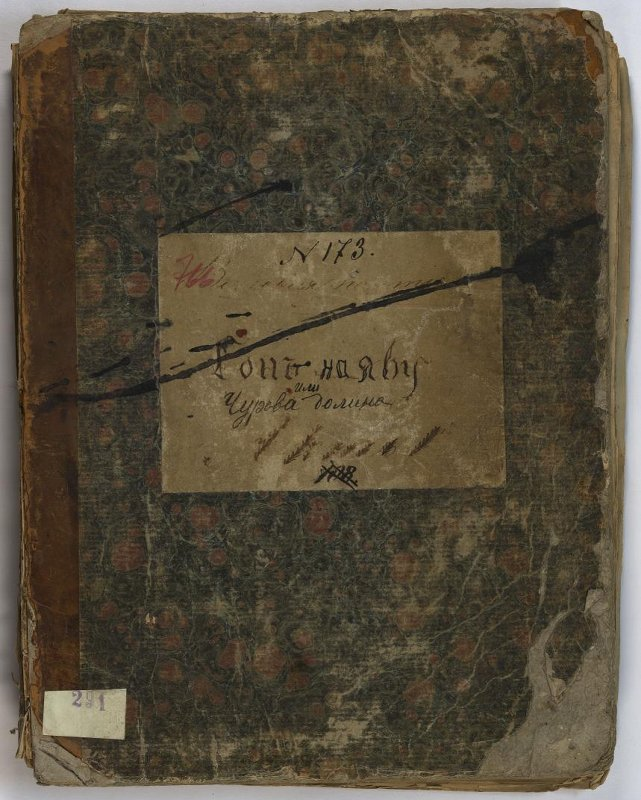
Партитура оперы «Сон на Яву или Чурова Долина».

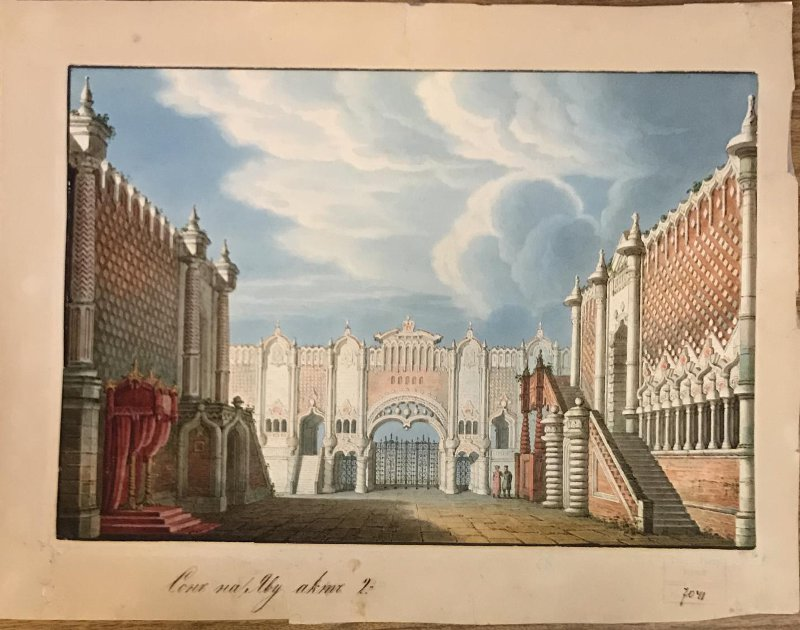
Эскиз декорации. "Чурова долина, или Сон наяву". Москва, Императорский Большой театр

## Действующие лица
- Княжна Зоря — М. Леонова
- Превзыд, внук Кия, князь Киевский, отец Зори — П. Бобовский
- Витязь Весна, родич и нахлебник Превзыда — А. Бантышев
- Милаш, князь князь Венецкий — В. Стрельский
- Братовид, княжич Литовский — Селезнев
- Хачатур, каган Тмутараканский — Н. Панин
- Тумак, подкидыш, сын Буки и ведьмы Чечетки — Д. Куров
- Малюк, оборотень, его брат по матери — Е. Семенова
- Домовой — С. Сахаров
- Леший — И. Лазарев
- Водяной — Н. Андреев
- Водосвета, русалка — Е. Андреянова[5]

## Либретто
К княжне Зоре, дочери князя Превзыда, сватаются Братовид, Хачатур и Милаш. Милош понравился Зоре больше всего. Но Леший влюблен в Зорю, и он решает ее похитить. Милош отправляется на поиски своей возлюбленной, но ему мешают русалки, которые завлекают его в озеро. Домовой решает помочь Зоре и Милошу и приходит им на помощь. Влюбленные переживают множество приключений, но в финале оказываются вместе.

## Новая постановка оперы
28 октября 1858 года состоялась новая постановка оперы. Режиссер Н. Савицкий, дирижер С. Штуцман. Балетмейстер Ф. Манохин. Художники А. Бредов и П. Исаков.

### Действующие лица и исполнители
- Превзыд — Д. Милецкий
- Княжна Зоря — Е. Семенова
- Витязь Весна — И. Лавров
- Милаш — М. Владиславлев
- Хачатур — К. Божановский
- Братовид — Е. Климовский[5]